# Podtyp (programowanie)
Podtyp – konstrukcja programistyczna umożliwiająca w określonym języku programowania definiowanie ograniczeń na pewnym typie bazowym.
Pojęcie podtypu zdefiniowane zostało wprost w języku Ada, w którym istnieje jednoznaczne odróżnienie deklaracji typu i podtypu, identyfikowane odpowiednim słowem kluczowym:
- subtype – dla podtypów w odróżnieniu od
- type – dla typów, w tym także typów pochodnych.

Podtyp jest więc nałożeniem pewnego ograniczenia na pewien typ (w nomenklaturze języka Ada nazywany typem bazowym). W przypadku podtypów ograniczenia te dotyczą wyłącznie zakresu możliwych wartości należących do podtypu, stanowiących pewien podzbiór wyodrębniony ze zbioru możliwych wartości typu bazowego. Jest to więc różna konstrukcja w porównaniu z typem pochodnym, definiującym jednak nowy typ, mimo że również oparty na pewnym typie macierzystym.
Przykład w Adzie:
```
 
subtype
 
miesiąc
 
is
 INTEGER 
range
 1..12;
```

Na tak zdefiniowanym podtypie można wykonywać wszystkie te same operacje, które są dopuszczalne dla typu INTEGER, a ograniczony jest jedynie zakres wartości.
Istnieją języki, w których występują konstrukcje analogiczne do podtypu, mimo że język nie definiuje wprost takiego pojęcia. Przykładem jest język Pascal, w którym występuje typ okrojony. Jego cechy są jednak takie, iż jest to podtyp pewnego typu bazowego. Typ bazowy w Pascalu musi być typem porządkowym.
```
 
type
 
miesiąc
=1..12;
```

Nie definiuje się tu wprost typu bazowego, wynika on z typu literałów użytych do ograniczenia zakresu wartości. Na wartościach takiego typu tak jak w podtypie dopuszczalne są wszystkie operacje typu bazowego. Nowy typ (podtyp) jest zgodny w sensie przypisania z typem bazowym.
W języku Modula 2 typ bazowy, w definicji podtypu, może być wyspecyfikowany jawnie lub pominięty:
- TYPE miesiąc=1..12
- TYPE miesiąc:INTEGER=1..12